# セマングム開発庁
セマングム開発庁（セマングムかいはつちょう、新萬金開発庁、Korea Agency for Saemangeum Development and Investment）は、大韓民国における国土交通部傘下の国家行政機関。セマングム（新萬金）干潟干拓事業に関する業務を担当する。2013年9月12日設置。

## 設置根拠と所管事務

### 設置根拠
- 「セマングム事業推進及び支援に関する特別法」第34条第1項

### 所管事務
- セマングム事業の総括・調整
- 基本計画樹立と変更
- セマングム事業地域での行為許可
- 開発計画の樹立と実施計画の承認
- 造成土地等の供給計画の承認
- 竣工検査
- 前受金の承認
- セマングム事業地域の災害・災難の管理
- セマングム事業投資誘致などに関する事務

## 沿革
- 2013年5月6日 - 国土交通部にセマングム開発庁設立準備団を設置。
- 2013年9月12日 - 国土交通部の外庁としてセマングム開発庁を設置。
- 2018年12月10日 - 全羅北道郡山市へ庁舎移転。

## 組織

### 庁長
代弁人室

### 次長
- 運営支援課

企画調整官室
- 企画財政担当官室
- 革新行政担当官室
- 情報民願担当官室

開発戦略局
- 計画総括課
- 新産業戦略課
- 基盤施設課
- 交流協力課

開発事業局
- 事業総括課
- 産業振興課
- 国際都市課
- 観光振興課